# Jamesdicksonia parva
Jamesdicksonia parva är en svampart som först beskrevs av Davis, och fick sitt nu gällande namn av Piatek & Vánky 2006. Jamesdicksonia parva ingår i släktet Jamesdicksonia och familjen Georgefischeriaceae.   Inga underarter finns listade i Catalogue of Life.